# Alice Gets in Dutch
Série Alice Comedies
Alice the Peacemaker
(1924) Alice Hunting in Africa
(1924)
Pour plus de détails, voir Fiche technique et Distribution.
Alice Gets in Dutch est un court métrage d'animation américain muet de la série Alice Comedies sorti en 1924.

## Synopsis
À l'école, Alice est punie et doit se mettre au coin avec un bonnet d'âne. Cela la fatigue et elle se met à rêver. Elle s'imagine jouer et courir avec des animaux avant d'être découverte par son enseignante. Cette dernière fait sortir d'un livre une armée pour vaincre Alice et ses amis. Après une poursuite, Alice parvient à organiser les animaux en une armée pour se défendre mais l'institutrice possède un canon. Les animaux parviennent à construire le leur avec les objets d'une décharge et du poivre. Le combat est rude tandis qu'Alice sort de son rêve éveillé.

## Fiche technique
- Titre original : Alice Gets in Dutch
- Série : Alice Comedies
- Réalisation : Walt Disney
- Scénario : Walt Disney
- Animation : Ub Iwerks, Rollin Hamilton
- Encrage et peinture : Lillian Bounds, Kathleen Dollard
- Photographie : Harry Forbes (prise de vue réelle), Mike Marcus (animation)
- Montage : Georges Winkler
- Production : Margaret J. Winkler
- Société de production : Disney Brothers Studios
- Société de distribution : Margaret J. Winkler (1924)
- Pays :  États-Unis
- Format d'image : noir et blanc - 35 mm - 1,37:1 - muet
- Genre : animation et prises de vues réelles
- Durée : 8 min 11[1]
- Dates de sortie : 
  - 20 octobre 1924 (Piccadilly Theatre de New-York, en première partie de This Woman)
  - 1er novembre 1924 (sortie nationale)

Source : Walt in Wonderland

## Distribution
- Virginia Davis : Alice
- Leon Holmes : Tubby Fishing Pal
- Tommy Hicks : Fat Kid
- Spec O'Donnell : Mrs. Hunt
- David F. Hollander : le garçon aux cheveux noirs
- Marjorie Sewell : une écolière

## Commentaires
Entré en production en août 1924, il a été expédie le 27 août 1924 et présenté en avant-première au Bard's Hollywood Theatre à Los Angeles. Le titre du film évoque le sujet de la leçon étudiée par Alice : une guerre en Hollande.